# 湘南大橋
湘南大橋（しょうなんおおはし）は、神奈川県平塚市の相模川に架かる国道134号の橋。相模川に架かる橋の中で最も河口側に存在している。全長698m。現在の橋は2代目。
2010年4月1日より5年間の契約で機械工具卸のトラスコ中山が命名権を獲得し、「トラスコ湘南大橋」の愛称が付けられている。橋への命名権導入は全国初。

## 歴史
- 1934年8月 - 着工。
- 1936年10月23日 - 完成。神奈川県道片瀬大磯線（湘南道路）の一部となる。全長661mは当時県内一。
- 1953年5月18日 - 二級国道134号横須賀大磯線の橋となる。
- 1965年4月1日 - 一般国道134号の橋となる。
- 1986年 - 老朽化に伴い、2代目橋梁（現在の下り線橋梁）に架け替え。
- 1991年3月 - かながわの橋100選に選出される。
- 2005年 - 渋滞緩和を目的に、上り線橋梁の建設に着手。
- 2010年
  - 3月28日 - 上り線橋梁が完成、4車線化しこの日より供用開始。
  - 4月1日 - 命名権導入により「トラスコ湘南大橋」の愛称が付けられる。

## 近隣の橋
（上流）- 神川橋 - 湘南銀河大橋 - 馬入橋 - 東海道本線馬入川橋梁 - 湘南大橋 -【河口】